# 신지여객
완도교통은 전라남도 완도군에 있는 농어촌버스 회사이다.

## 개요
- 주로 완도~신지도로 가는 노선을 운영하고 있다.
- 1985~1990년대 사이에 설립된 회사이며, 인가댓수는 총 2대이다.